# Vicsa
Vicsa (Vicea), település Romániában, a Partiumban, Máramaros megyében.

## Fekvése
Szilágycsehtől északkeletre fekvő település.

## Története
Vicsa nevét 1387-ben említette először oklevél Vyccha néven.
1430-ban Vycha, 1462-ben és 1508-ban Wycha, 1733-ban Vicse, 1750-ben Vecse, 1808-ban Vicsa, Witzeldorf, Vicse 1913-ban Vicsa néven írták.
A falu egykori birtokosai a Béltekiek, a Kusalyi Jakcs család, az álmosdi Csire család tagjai voltak:
1508-ban Wycha-n Kusalyi Jakcs részbirtok.
1530-ban Kusalyi Jakcs Mihály, Krassó-Szerém vármegye ispánja és Kusalyi Jakcs János hűséges szolgálatai jutalmául rokonuknak: Őrmezői Móré Jánosnak és fiainak: Mihálynak és Mártonnak adományozták vicsai birtokrészeiket. 
1538-ban Vicsán Álmosdi Csire Ferenc, 1544-ben a Csehi Kalmár és Csehi Vajda családok is részbirtokosok voltak. 
1555-ben Bélteki Drágffy György vicsai birtokrésze a Kusalyiakra szállt. 
1682-ben a falu teljesen elpusztult, és csak 1716-ban települt újra. 
1910-ben 262 lakosából 11 magyar, 251 román volt. Ebből 254 görögkatolikus, 6 református volt.
A trianoni békeszerződés előtt Szilágy vármegye Szilágycsehi járásához tartozott.

## Hivatkozások

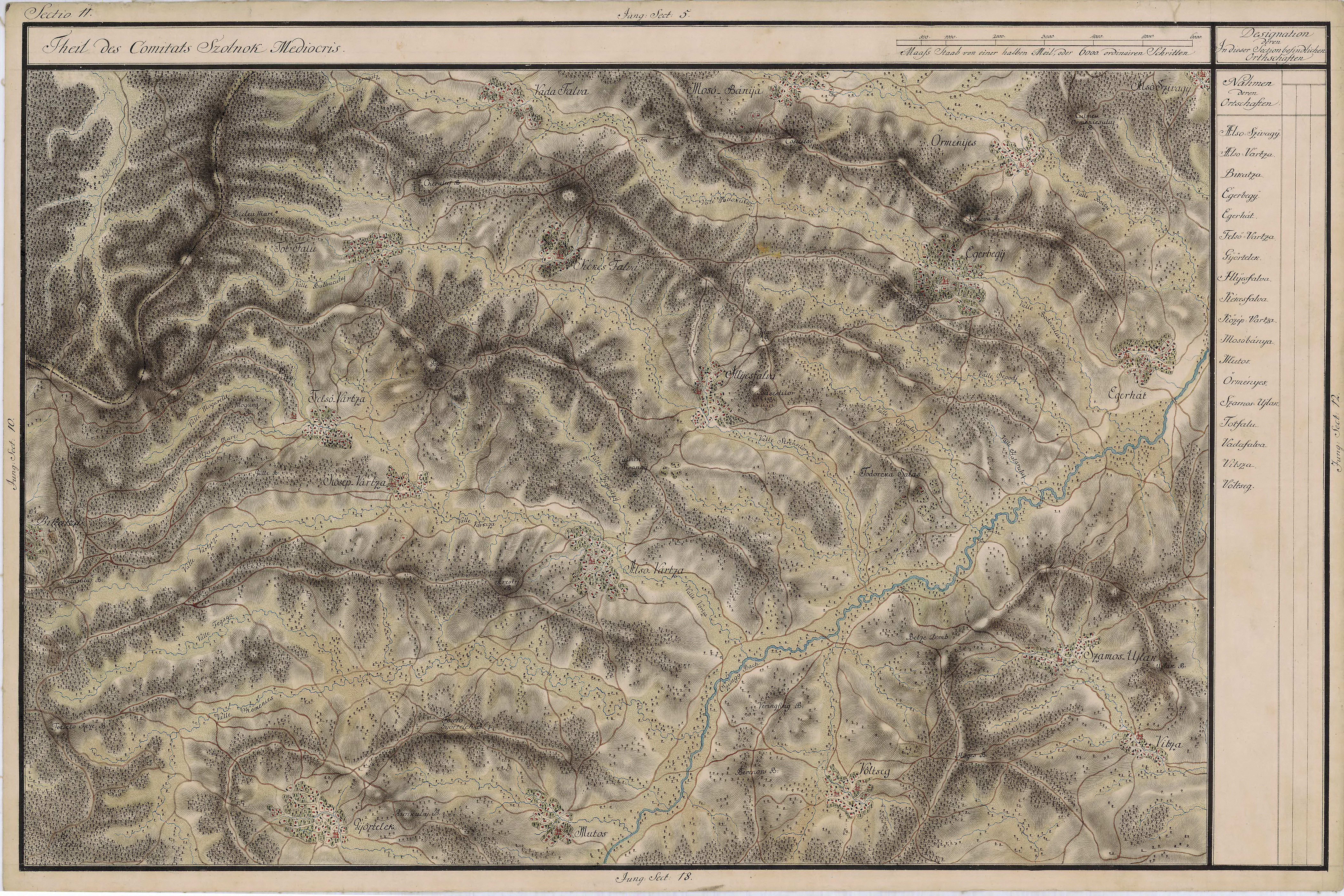
Vicsa egy régi térképen